# Infamous (videojuego)
Infamous (estilizado cómo inFAMOUS) es un videojuego de acción-aventura no lineal de mundo abierto de 2009 desarrollado por Sucker Punch Productions y publicado por Sony Computer Entertainment para la PlayStation 3. El jugador controla al protagonista Cole MacGrath, un mensajero en bicicleta atrapado en el centro de una explosión que devasta varias cuadras de la ciudad ficticia Empire City. La explosión envía a la ciudad al caos mientras Cole se encuentra con nuevos superpoderes basados en la electricidad. Aunque la historia del juego sigue a Cole usando sus nuevas habilidades para restaurar algo de orden en Empire City, el jugador tiene varias oportunidades para usar estos poderes para fines buenos o malos en el sistema de Karma del juego. Estas elecciones finalmente afectan el crecimiento del personaje, la reacción de la población de la ciudad hacia Cole y los elementos más finos del juego y la historia.
Sucker Punch desarrolló inFAMOUS como un cambio de ritmo de su anterior serie de juegos basados en el siglo de Sly Cooper, pero utilizando una historia de origen similar inspirada en el cómic para ayudar al jugador a conectarse más con Cole. El ritmo del juego en la introducción de nuevos superpoderes y la facilidad de movimiento por la ciudad por medios no convencionales fueron factores críticos durante el desarrollo. La atmósfera urbana desolada se inspiró en cómics como DMZ y Batman: No Man's Land. Amon Tobin fue uno de los artistas que ayudó a compilar su banda sonora, que tenía como objetivo reflejar el medio ambiente.
Infamous ofrece la posibilidad de jugar con un superhéroe en el gigantesco entorno de Empire City, con electrizantes superpoderes de alto voltaje y piruetas mortales. Cole McGrath deberá decidir si quiere utilizar sus poderes para hacer el bien o el mal.

## Jugabilidad
Infamous es un videojuego de acción y aventuras ambientado en un mundo abierto y jugado desde una perspectiva en tercera persona donde el jugador controla a Cole e interactúa principalmente con el mundo de Empire City a través de los nuevos poderes basados en la electricidad de Cole; estos se utilizan para el movimiento, la ofensiva y la defensa en combate, y para bien o para mal en el trato con los ciudadanos de Empire City. Para que Cole pueda usar sus poderes, debe tener energía eléctrica almacenada, representada por un medidor de nodos en la pantalla de visualización frontal del jugador (heads up display en inglés, o abreviado como HUD). El jugador puede recargar a Cole drenando electricidad de fuentes de energía o de seres vivos; la recarga también restaura la salud de Cole, lo cual se indica con salpicaduras de sangre en la pantalla. Cuanto más daño reciba Cole, más sangre cubrirá la pantalla. Cuando la salud de Cole esté en un nivel crítico, la pantalla se volverá blanca y negra, y si Cole recibe un poco más de daño mientras la pantalla está en blanco y negro, se escuchará un latido y se volverá cada vez más lento a medida que Cole reciba más daño, hasta que lata peligrosamente lento. En este punto, un mayor daño a Cole lo matará. Si el jugador se mantiene fuera de combate el tiempo suficiente, la salud de Cole se regenerará con el tiempo. El juego cuenta con diecisiete poderes eléctricos diferentes, desde simples rayos que no consumen la energía de Cole hasta tormentas eléctricas de amplio alcance que drenan la mayor parte de su energía. El jugador puede usar estos poderes, lo que le da opciones en ciertas situaciones. Por ejemplo, puede disparar a un generador cerca de los enemigos para que explote y los incapacite, y luego inmovilizarlos o disparar al cuerpo para matarlos.
Debido a la electricidad vivificada, Cole no puede usar vehículos, tomar armas ni nadar. Cole trepa fácilmente edificios y otras estructuras, y puede caer desde gran altura sin sufrir daños. Se adquieren muchos poderes a lo largo del juego; una vez adquiridos, el jugador puede usar los puntos de experiencia, otorgados por acciones, acrobacias y misiones específicas, para aumentar la efectividad del poder. El crecimiento de estos poderes se ve afectado por el nivel de karma actual de Cole. Comenzando en una posición neutral, varía de Guardián a Campeón y Héroe en el lado del Bien, y de Matón a Forajido e Infame en el lado del Mal. Ciertas acciones, como detenerse para ayudar a los ciudadanos heridos o drenar su salud para restaurar la de Cole, afectarán el nivel de Karma en cualquier dirección. Las misiones de historia normales también pueden alterar el nivel de Karma. Durante el juego, el jugador experimentará Momentos Karma, en los que la acción se detiene y Cole le indica, mediante un monólogo, dos acciones posibles, siempre una buena y otra mala. Por ejemplo, un escenario que se le presenta al jugador es tirar de una válvula y recibir un chorro de alquitrán en la cara (Bueno), o forzar a un civil a hacerlo por él (Mal). También hay varias misiones secundarias emparejadas, del Bien y del Mal, en el juego. Completar una bloqueará la otra, pero recompensará al jugador con una gran cantidad de Karma para su objetivo seleccionado. Completar estas misiones permite acceder a superpoderes únicos según el nivel de Karma. El jugador no está obligado a elegir ninguno de los dos caminos del Karma y puede optar por jugar hacia un extremo y luego cambiar al otro a mitad del juego. Al hacerlo, se bloquearán los poderes adquiridos en el sector Karma elegido originalmente. Además de alterar la apariencia de Cole y ciertos aspectos de la historia del juego, el Karma también influye en el comportamiento de los ciudadanos de Empire City: acudirán a ayudar a Cole en combate si su Karma es bueno, pero se volverán contra Cole y le lanzarán piedras si tiene un Karma malo.
Empire City se asienta sobre tres islas, y el jugador debe completar las misiones principales de la historia en cada una antes de poder acceder a la siguiente. Sin embargo, para misiones posteriores, podría ser necesario regresar a una isla anterior. Cada isla se divide en varios sectores, controlados al principio del juego por tres bandas diferentes: el Distrito Neón, controlado por Sasha y su Banda de los Segadores; el Distrito Warren (La Madriguera en castellano), por Alden y la Banda de los Hombres del Polvo; y el Distrito Histórico, por Kessler y los Primeros Hijos. El jugador puede realizar una misión secundaria en cada sector, una vez cumplidos ciertos requisitos de la historia principal, para liberar ese sector del control de las bandas, reduciendo o eliminando su presencia. Otras misiones secundarias también pueden desbloquear puestos médicos donde Cole despertará si muere. Aunque Cole debe viajar a pie, eventualmente obtiene poderes que le permiten deslizarse por cables eléctricos y rieles de trenes elevados y motorizados, y flotar por un corto tiempo. Dispersos por la ciudad hay cientos de Fragmentos Explosivos que Cole puede recolectar para aumentar la cantidad de electricidad que almacena. Hay 32 transmisores satelitales de Punto Muerto que ayudan a revelar más sobre la historia del juego, todos narrados por John White o grabaciones de Kessler y sus experimentos.

## Argumento
Una explosión masiva en Empire City ha desatado un horrible caos en la ciudad. Las pandillas y grupos armados, llamados los Segadores, Hombres de Polvo y Primeros Hijos han tomado el control de los tres distritos de la ciudad (Neón, la Madriguera y el Distrito Histórico, respectivamente) y la policía no puede impedirlo debido a que muchos de estos están muertos y otros, a causa de su cobardía, huyeron antes que tener que enfrentarse a ellos. 
Los Segadores antes no eran más que camellos pero, tras la explosión, se transformaron. Vomitan una sustancia negra que trastorna a la gente. Sus llamados "conductores" son seres de dos metros de alto que se teletransportan y emiten ondas de energía. Su líder se llama Sasha. 
En la Madriguera se encuentran los Hombres de Polvo, llamados a menudo "vagabundos" o "basureros", porque van vestidos con bolsas de basura. Van siempre muy bien armados. Sus conductores son vagabundos armados con bazookas, y llevan a su espalda una especie de cesto del cual salen arañas hechas de chatarra. Su líder se llama Alden, un anciano obsesionado en la construcción de una Montaña de Basura (que se puede ver desde cualquier sitio alto de la ciudad). Su poder es el de mover objetos de diversos tamaños con la mente, desde chatarra hasta autobuses. 
En el Distrito Histórico se hallan los Primeros Hijos, profesionales entrenados, muy bien armados y organizados, difíciles de matar, ataviados con máscaras de gas y gabardinas. Algunos de sus miembros son invisibles, incluso para el radar, y van armados con escopetas. También fabrican robots lanza-bombas. Sus conductores son Primeros Hijos que se elevan en el aire, y a su alrededor se forma una silueta de Primer Hijo fantasmal, de varios metros de altura. El líder de los Primeros Hijos es Kessler, el principal antagonista del juego. 
El gobierno tomó medidas en el asunto y puso en cuarentena la ciudad por riesgo biológico. Esto causó que la gente viviese en agonía y desesperación con miedo a morir a manos de estas bandas. El distrito de la Madriguera es sin duda el que está en peores condiciones.
Tras estos acontecimientos se encuentra el superviviente Cole Macgrath, el protagonista, que fue quien puso la bomba, claro que este era un mensajero y en su último encargo antes de la hora cero llevaba la esfera del rayo (no recuerda cómo ni por qué y el objetivo del juego es descubrirlo) y consiguió poderes eléctricos a través de la explosión. Con estos poderes puedes ser un héroe o un villano en Empire City, dependiendo de las decisiones que tomes (de Karma del Bien o Karma Maligno). Tras tratar de huir con tu amigo Zeke por el puente Stampton, te ves obligado a ayudar a una agente del FBI, Moya Jones, a encontrar a su marido, John White, para que a cambio te permita salir de la ciudad. 
Tras estos acontecimientos Cole empieza a descubrir cosas relacionadas con la explosión, producida por un objeto llamado la Esfera del Rayo, que le dio poderes y desató una enfermedad. La razón por la que recibe poderes es porque, al igual que Kessler y Alden, es un Conductor, en el sentido de que conduce mejor la energía neuronal que la Esfera, al ser activada, absorbe y se la traspasa al conductor. Obviamente, si no se es un conductor (algo que es totalmente aleatorio, no tiene ninguna razón científica más que el azar o la suerte), la Esfera del Rayo no funciona.
Cole irá avanzando según vaya derrotando a los líderes de los Segadores, Hombres de Polvo y Primeros Hijos. Al mando de los Primeros Hijos, como ya se ha dicho, está Kessler (cuyos poderes consisten en el control mental, y una velocidad tal que no tiene tiempo ni de caerse), quien puso en marcha la cuarentena y aceleró la creación de la Esfera del Rayo, con el fin de que Cole la usara para lo que él no pudo hacer, ya que en el pasado Kessler se vio frente a frente con un enorme monstruo llamado la Bestia, pero en lugar de enfrentarse a ella, huyó con su familia, que posteriormente murió. Entonces, utilizó su más terrible poder, su último recurso: viajar en el tiempo. Al hacerlo, se puso al mando de los Primeros Hijos y aceleró el desarrollo de la Esfera para poder otorgar poderes a Cole y para que él no fallara donde Kessler lo hizo en "su" pasado, puesto que Kessler es en realidad Cole, pero se vio obligado a viajar al pasado para enmendar su error y su egoísmo.

## Desarrollo
El desarrollo de Infamous tuvo un proceso complicado, al contar la idea original de su desarrollo con numerosas influencias de cómics y películas. Infamous es descrito como un universo abierto y de gran escala urbana donde debes realizar misiones principales, las cuales se basarán en la historia de Cole y su futuro; y las secundarias que serán para mejorar el estado de la ciudad eliminando la presencia de enemigos por las calles.

## Recepción y crítica
Infamous hasta el momento ha recibido críticas favorables. Muchas de ellas valoran positivamente el avance a través de la ciudad y los controles, así como la historia, el juego, el karma, dirección artística, y una "ciudad viva" característica. Greg Miller elogió el juego nombrándolo uno de los mejores juegos de PlayStation 3 hasta la fecha. A pesar de todas estas buenas críticas, IGN criticó que el entorno es un poco repetitivo y con falta de una mayor cantidad de enemigos a combatir. 

## Edición especial
Las tiendas especializadas en videojuegos más importantes, tales como Game y Play.com ofrecieron una versión especial de edición limitada de Infamous. La edición especial lleva consigo una nueva portada, un cómic del juego, una clave para acceder al poder desbloqueable Gigawatt Blades (Hojas de Gigavatios) así como varias postales con imágenes del juego.

## Secuela
Infamous 2 para PlayStation 3 salió al mercado en 2011.
El 21 de marzo de 2014 salió Infamous: Second Son, la secuela sigue para la nueva plataforma PlayStation 4, trayendo grandes cambios en gráficos y nuevo hardware.

## Otros medios
Cole McGrath aparece como luchador seleccionable en el videojuego de lucha Street Fighter x Tekken sólo en las versiones de PlayStation 3 y PlayStation Vita. También aparece en PlayStation All-Stars Battle Royale como luchador en sus dos versiones (bueno y malvado).La editorial DC cómics público una serie de 6 números que se sitúa cronológicamente después de infamous, esta llena algunos huecos de la trama del juego original (como por ejemplo lo que pasó durante la estancia de Zeke con Kessler), el cómic termina con Lucy Kuo contactando con Cole sirviendo esta serie de cómics como puente entre el juego original y su secuela, aunque vale la pena resaltar que no hay nada que confirme que los sucesos ocurridos en este cómic sean canon, pero tampoco hay nada que indique lo contrario, siendo un tema de debate entre los fans de esta saga.

## Personajes
- Cole McGrath: Es el principal protagonista del juego. Adquirió poderes de manipulación eléctrica tras activar la esfera del rayo accidentalmente. Si escogemos el karma positivo, la gente nos ayudará a destruir a los segadores, los hombres de polvo y los primeros hijos. Si elegimos el karma negativo, la gente nos empezará a odiar.

- Trish: Es el amor de Cole. Si eliges el karma negativo, ella te odiará y morirá por engaño de Kessler. Si eliges el positivo, te entenderá y morirá por la elección de Cole de salvar a mucha gente en lugar de a ella.

- Zeke Dunbar: Es el coprotagonista del juego. Mejor amigo de Cole. Ayuda a Cole a matar a Kessler.

- Kessler: Es el principal antagonista del juego. Roba la esfera a Alden y traiciona a todos, solo para entrenar a Cole y para que pueda vencer a La Bestia. Es asesinado por Cole.

- Alden: Jefe de los hombres de polvo. Destinado a ser el jefe de los primeros hijos.

- Sasha: Es la novia de Kessler, jefa de los segadores. Cole consigue derrotarla. Durante el juego, una sustancia que implanta en Cole le envuelve en espejismos con su voz de fondo.

- John White: Agente de la NSA. Amigo de Cole. Muere a causa de una explosión provocada por Cole destruyendo o activando la esfera del rayo según se le da a escoger en cierta misión.

- Moya Jones: Es una agente del FBI. Quiere ayudar a Cole, quien al final le cuenta toda la verdad.